# Forcipomyia palmarum
Forcipomyia palmarum är en tvåvingeart som beskrevs av Debenham 1987. Forcipomyia palmarum ingår i släktet Forcipomyia och familjen svidknott. Inga underarter finns listade i Catalogue of Life.